# White Rabbit
White Rabbit ist ein Psychedelic-Rock-Song von Jefferson Airplane aus dem Jahr 1967, der erstmals auf dem Album Surrealistic Pillow erschien. Das von der ausdrucksstarken Stimme der Komponistin und Sängerin Grace Slick dominierte und von einem eingängigen Marschrhythmus begleitete Lied wurde als Single veröffentlicht; es war der zweite Top-Ten-Erfolg der Band und errang Platz 8 in den Billboard Hot 100. Der Song belegt Platz 483 in der Rolling-Stone-Liste der 500 besten Songs aller Zeiten. Im Woodstock-Film ist der Auftritt der Band mit dem Titel White Rabbit in der Morgendämmerung (Morning Maniac Music) des 17. August 1969 zu sehen.

## Geschichte
White Rabbit wurde von Grace Slick geschrieben, als sie noch für die Band The Great Society sang. Im Jahr 1966 wechselte Slick zu Jefferson Airplane und löste die Sängerin Signe Toly Anderson ab, die die Band wegen der Geburt ihres Kindes verlassen hatte. Surrealistic Pillow war das erste Album, das Grace Slick mit Jefferson Airplane aufnahm. Slick steuerte die beiden Stücke White Rabbit und Somebody to Love ihrer vorherigen Gruppe bei, letzteres war von ihrem Schwager Darby Slick komponiert und unter dem Titel Someone to Love von The Great Society aufgezeichnet worden. Beide Lieder wurden große Erfolge für Jefferson Airplane und werden seitdem mit dieser Band in Verbindung gebracht.

## Liedtext und Komposition

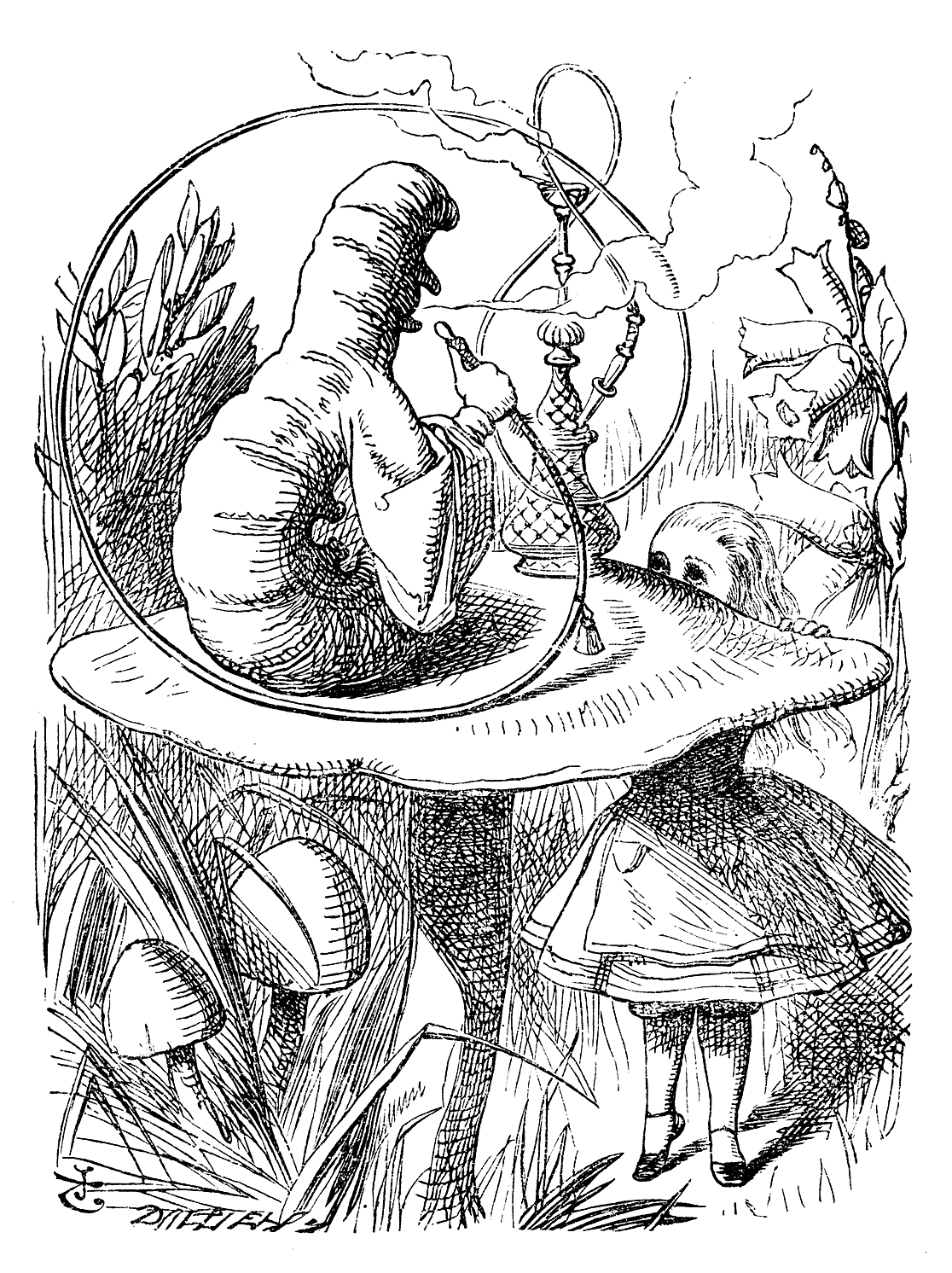
Alice und die rauchende Raupe auf ihrem Pilz (Buchillustration von John Tenniel aus dem Jahr 1865)

Grace Slick schrieb den Song zwischen Ende 1965 und Anfang 1966 als einen ihrer ersten. Der Liedtext bezieht sich auf Lewis Carrolls Kinderbücher Alice im Wunderland und Alice hinter den Spiegeln aus den Jahren 1865 und 1871 und enthält Anspielungen auf halluzinatorische Wirkungen psychedelischer Drogen wie Haschisch, LSD und psilocybinhaltiger Pilze.
Ereignisse aus diesen Büchern wie die Jagd nach einem Kaninchen mit anschließendem Sturz ins Bodenlose, das Ändern der Körpergröße nach dem Verzehr von Pilzen oder dem Trinken einer unbekannten Flüssigkeit finden sich ebenso wie die Romanfiguren Alice, die Wasserpfeife rauchende Raupe, der White Knight (weißer Springer im Schachspiel), die Red Queen (eine rote Dame aus dem Kartenspiel) und die Haselmaus in dem Lied wieder. Die im Lied angegebenen Zitate folgen nicht der Vorlage: In Carrolls Büchern spricht der white knight nicht rückwärts, es ist die Herzdame, die sagt: „Off with her head!“ („Runter mit ihrem Kopf!“), und die Haselmaus sagt auch nicht: Feed your head! („Fütter deinen Kopf!“) – der verrückte Hutmacher erklärt vielmehr ausdrücklich, er könne sich nicht daran erinnern, was sie sagte.
Mit seinem Text war White Rabbit eines der ersten Lieder mit deutlichen Bezügen auf Drogenkonsum, das es an der Zensur vorbei ins Radio schaffte. In Interviews berichtete Slick, dass der Roman Alice im Wunderland ihr als Kind oft vorgelesen wurde und eine lebendige Erinnerung bis in ihr Erwachsenenalter hinterlassen habe.
Die Musik hat Grace Slick geschrieben, nachdem sie Miles Davis Stück Sketches Of Spain gehört hatte. Ein weiterer Einfluss war der Boléro des französischen Komponisten Maurice Ravel mit seinem langen Crescendo. Marty Balin, der Gründer von Jefferson Airplane, betrachtete das Lied als ein Meisterwerk.

## Rezeption
White Rabbit wurde in der Popkultur oft verwendet, um Drogenzustände zu untermalen, wie beispielsweise in den Spielfilmen Fear and Loathing in Las Vegas, Gesetz der Straße – Brooklyn’s Finest oder Platoon. Auch in einer Szene und im Abspann des 1997 erschienenen Spielfilms The Game ist es zu hören. In der Fernsehserie Supernatural wird es am Anfang von Episode 10 der zweiten Staffel gespielt. In der Netflix-Serie Stranger Things wird in der ersten Staffel eine Mordszene, bei der eine der Hauptfiguren gefangen genommen werden soll, mit White Rabbit untermalt. Die Serie Futurama (1999–2013) verweist in Folge drei der zweiten Staffel (etwa 13:30) auf den Song und in ihrem Kontext auch auf die Hippie-Bewegung, wenn „Richard Nixon“ die Phrase Remember what the dormouse said singt, während er sich auf der E-Gitarre selbst begleitet. US-Regisseur Zack Snyder verwendet eine Coverversion von Emilíana Torrini als Soundtrack zu einer psychedelischen Traumsequenz in seinem Film Sucker Punch (2011). Der Track Feed your Head vom deutschen DJ Paul Kalkbrenner basiert lose auf dem Lied und reiht sich damit in eine schwer überschaubare Serie von modernen Elektro-Remixes des Originals ein. Im Computerspiel Battlefield Vietnam aus dem Jahr 2004 wird die Melodie, abgemischt mit Ausschnitten von Lyndon Johnson und Hanoi Hannah, im Hauptmenü verwendet. Im Trailer zum Spielfilm The Matrix Resurrections (2021) wird die Musik ebenfalls verwendet. Eine Coverversion von Eliot Sumner und Ben Frost wurde 2022 als Titellied der Mysteryserie 1899 verwendet.